# Knights of Honor
Knights of Honor (укр. Лицарі Честі) — відеогра, історична стратегія в реальному часі, події якої відбуваються в середньовічній Європі, розроблена болгарською студією Black Sea Studios та випущена компанією Sunflower Interactive 30 вересня 2004 року в Європі, Paradox Interactive — 10 травня 2005 року в Північній Америці, Atari, Inc. — 3 серпня 2005 року в Австралазії, та ZOO Corporation — 25 лютого 2005 в Японії. Згодом, а саме 4 лютого 2009, відеогра вийшла в сервісі цифрової дистрибуції Steam. Здебільшого відеогра отримала схвальні відгуки від критиків та гравців, які відзначали пару цікавих механік гри та варіативність при виборі королівства для проходження.
2019 року було анонсовано розробку продовження до першої частини — Knights of Honor II: Sovereign, яке має вийти приблизно 2020 року.

## Ігровий процес
Відеогра розпочинається з того, що гравець має обрати з близько сотні країн середньовічної Європи, одну за яку гратиме впродовж цілої кампанії. Уся ігрова мапа розділена провінціями. Осередком кожної провінції є місто, якому також підконтрольні усі провінційні поселення, наприклад ферми або рудники. Кожне місто у свою чергу, може містити кілька споруд, які гравець може обрати для побудови протягом гри. Від побудови додаткових будівель, королівство гравця отримуватиме певні переваги, як от, наприклад, при зведенні ринку — збільшиться прибуток від торгівлі, або ж, при зведенні церкви в монастирських поселеннях також збільшуватиметься й приріст благочестя, одного з основних ресурсів гри тощо. Окрім економічних переваг для королівства від побудови нових споруд у містах чи провінційних поселеннях, можуть бути також і військові переваги. Після зведення кузні або зброярні — підвищується кількість рекрутів, здатних обороняти місто, подібні поліпшення можуть також відкривати нові види військ. Для кращої оборони гравець також може побудувати в місті оборонні мури, які ускладнять ведення облоги для супротивників.
Основною метою гравця є повне заволодіння усіма доступними провінціями на мапі середньовічної Європи, проте гравець може обрати для себе й іншу ціль, позаяк ніяких обмежень, наприклад часових, з боку гри не має.

### Ресурси
Основними ресурсами відеогри вважаються золото, очки благочестя та книжки. Золото, як і у всіх подібних стратегіях, використовується для найняття військ, поліпшення або зведення споруд тощо. Отримується, здебільшого, від податків та торгівлі. Очки благочестя, які отримуються від монастирських поселень та від поширення релігії королівства на інші землі, слугують для збільшення впливу гравця та швидшого навертання провінцій на релігію обраного королівства. Книжки ж використовуються для поліпшення військ.
Щодо другорядних ресурсів, то в грі кожне місто виробляє власну кількість їжі та молотів. Чим більше місто вироблятиме їжі, тим довше воно зможе протриматися під осадою ворогів. Молоти ж потрібні для побудови особливих споруд.

### Бої
Одразу ж як починається бій, гравця перемикає на тактичну сторону відеогри, де гравець керуватиме кожним загоном воїнів власноруч з метою перемогти у двобої над ворожими силами. На початку кампанії гравець матиме лише звичайних селян як основу своєї армії, проте вже згодом, після побудови військових споруд, зможе наймати й інші, поліпшені загони для війська підконтрольного королівства.
Для кращого результату бою слід думати не лише щодо досвідченості військ, а й про тактику наступу чи оборони: напад з флангів, види строю військ тощо. Зокрема, можна також користуватися перевагами довколишнього ландшафту.

## Завантажуваний вміст
Попри відсутність випуску доповнень до відеогри, було створено безліч різноманітних модифікацій, від звичайних виправлень деяких несправностей гри й аж до створення нових чи значної зміни старих систем гри, таких як, наприклад, економіка, військова справа тощо. Оскільки, здебільшого, сторонні модифікації викладалися на офіційному вебсайті від Black Sea Studios та Sunflower Interactive, то після його закриття більшість модів було втрачено, проте згодом деякі було все ж таки відновлено спільнотою гравців.

## Оцінка й відгуки
| Агрегатор  | Оцінка |
| ---------- | ------ |
| Metacritic | 77/100 |

| Видання  | Оцінка |
| -------- | ------ |
| GameSpot | 8/10   |
| IGN      | 7.7/10 |

Здебільшого відеогра отримала позитивні відгуки від критиків та гравців, зокрема на вебсайті Metacritic, де Knights of Honor отримала 77 балів зі 100 від критиків та 88 балів від гравців.
Серед переваг гри, критики зазначали її варіативність для перепроходжень (близько ста королівств на вибір) та різноманітні механіки Knights of Honor (дипломатію, ведення війн, торгівлю тощо).
Хоч відеогра й отримала здебільшого хороші відгуки, критики та гравці також відзначали й певні недоліки. Зокрема, за версією вебсайту GameSpot, штучний інтелект, хоч і був поліпшений кількома патчами після першого випуску, все одно залишає бажати кращого. Видання як приклад зазначило, що як тільки інша держава оголошує війну гравцеві, то все що слід зробити для швидкого припинення війни — просити аудієнцію у ворожого королівства, тобто запропонувати перемир'я, на яке супротивник відразу ж відповідає згодою.

## Сиквел
Влітку 2017 року почала з'являтися інформація від сторонніх користувачів про можливу розробку Knights of Honor 2. Згідно з наданою інформацією, деякі користувачі отримали листа від Black Sea Studios, в якому містилися інформацію про розробку сиквелу, дата анонсу гри та прикріплений знімок екрана, на якому можна помітити суттєві поліпшення в графічному плані у порівнянні з першою частиною. Розробники мали б анонсувати нову частину до кінця літа 2017 року, проте офіційної інформації про анонсування сиквелу від розробників так і не поступило.
В серпні 2019 року під час Gamescom 2019 THQ Nordic офіційно анонсувала другу частину, Knights of Honor II: Sovereign (укр. Лицарі честі II: Суверен), оприлюднивши перший трейлер та зображення майбутньою відеогри. Як повідомила компанія, цього разу вона відповідатиме за випуск проєкту на відміну від Paradox Interactive, що відповідала за випуск першої частини, а також, що розробкою займатимуться вихідці із Black Sea Games (зараз — Creative Assembly Sofia), котрі 2016 року започаткували окрему студію під назвою «Black Sea». Того ж місяця відповідно сторінка з грою з'явилася на платформі цифрової дистрибуції Steam.